# Awonawilona
Die Pueblo Zuni, ein indigenes Volk in New Mexico, kennen in ihrer Mythologie Awonawilona als die „höchste lebenspendende Kraft“ und den Schöpfer von allem. Awonawilona, dessen Name als „Allumfassender Behälter“ übersetzt wird, ist in der Mythologie geschlechtsneutral und wird sowohl als männlich als auch weiblich bezeichnet.
Gem dem Schöpfungsmythos schuf Awonawilona alle Formen von Wasser in der Welt. Dies führte zur Entstehung von Nebel, Wolken, großen Gewässern und Luft. In einigen Versionen der Geschichte existierten Nebel und Dampf bereits vor Awonawilona. Die Kombination aus Licht, Wolken und Luft ermöglichte das Wachstum von Vegetation und machte Awonawilona zur „Essenz“ des Lebens, als er/sie das Universum erschuf. Das Universum besteht in dieser Vorstellung aus neun Schichten: Die erste Schicht ist die Erde und die anderen acht beherbergen verschiedene Tiere, Vögel und Bäume.
Awonawilona entschied sich schließlich, die Sonne zu verkörpern, und schuf den Gott Sun-father. Dies führte zur Entstehung mehrerer anderer Gottheiten wie Awitelin Tsita (Die vierfach umfassende Mutter Erde) und Apoyan Tachu (Der alles bedeckende Vater-Himmel) aus einem grünen Schaum, der sich über den Gewässern bildete. Aus der Mythologie geht hervor, dass die von Awonawilona geschaffenen Gottheiten zur Entstehung von Menschen und allen Lebewesen führten.
Wie bei allen Mythologien, gibt es viele verschiedene Versionen der Zuni-Schöpfungsgeschichte. In einer Version entkommt das Wesen Poshaiyankya dem vierfachen Schoß von Awitelin Tsita und überzeugt den Sonnenvater, Awonawilona, die Ahayuta, die Zwillingsgötter des Krieges, zu entsenden, um den Rest der Schoßbewohner ans Licht zu bringen. Andere Versionen der Geschichte besagen, dass Awonawilona die Zwillingskriegsgötter entsandte, um Menschen hervorzubringen, die ihm Opfergaben und Gebete darbringen